# Station Marki
Station Marki is een spoorwegstation in de Poolse plaats Marki.